# Palazzi Contarini degli Scrigni e Corfù

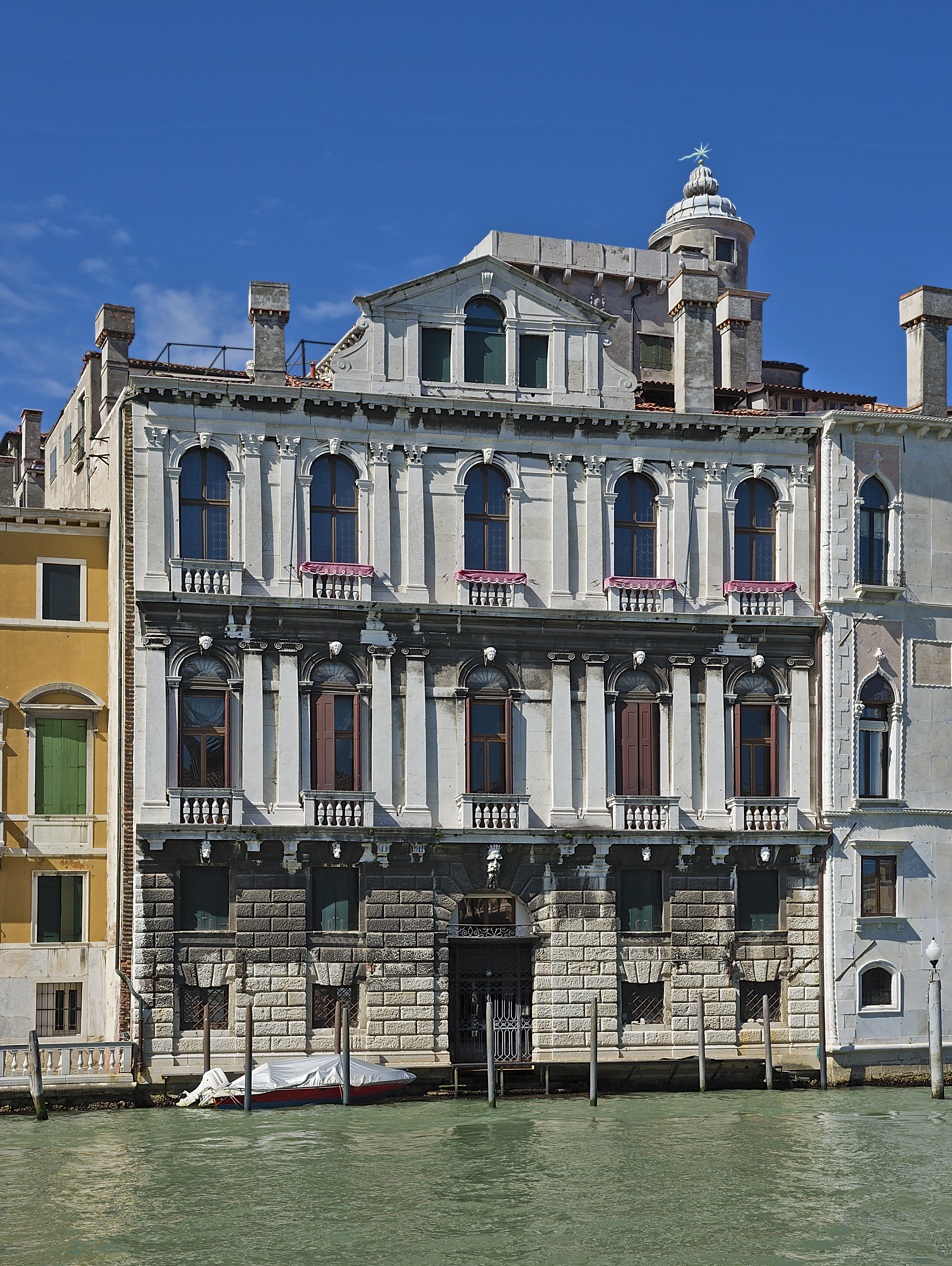
Palazzo Contarini degli Scrigni

I Palazzi Contarini degli Scrigni e Corfù sono due palazzi di Venezia, situati nel sestiere di Dorsoduro e parte un unico complesso affacciato sul Canal Grande, tra Palazzo Mocenigo Gambara e rio San Trovaso.

## Storia
I due palazzi della famiglia Contarini sono molto diversi perché edificati a distanza di quasi due secoli: palazzo Corfù (quello a destra) è edificio quattrocentesco, in parte rimaneggiato tre XVIII e XIX secolo; palazzo degli Scrigni (a sinistra) è invece degli anni 1609-1616, opera attribuita a Vincenzo Scamozzi.
Nel 1777 Tommaso Scalfarotto fece costruire un argine per rinforzare la facciata su Canal Grande. Nel 1838 i Contarini lasciarono il palazzo, che passò prima alla contessa Matilde Berthold, la quale ristrutturò gli interni, e poi a Peabody Russel, un ricco mercante d'arte americano. Fortunatamente, il suo progetto di abbattimento dei due edifici per costruirne uno più grandioso fu abbandonato.
I palazzi furono poi acquistati da Riccardo Rocca (emerito avvocato del Regno insignito nel 1900 del titolo di Conte): in questo periodo furono ospitati nel palazzo personaggi eminenti quali i principi Imperiali Carlo I e Ottone d’Asburgo, Gabriele D'Annunzio, il musicista Mascagni, Guglielmo Marconi, Aimone e Amedeo Duchi di Savoia Aosta e la famosa attrice francese Réjane, alla quale è dedicata una lapide.
Nel 1985 i Principi di Galles Carlo e Diana furono ospiti del palazzo e per l'occasione vennero accompagnati sulla torretta panoramica.

## Architettura

### Palazzo Contarini Corfù
L'edificio più antico è in stile gotico, di tre piani con grande portale sul canale. La facciata si mostra con i due piani nobili strutturati secondo uno schema simile, con elegante quadrifora a sesto acuto balaustrata al centro e due monofore ogivali per lato: tutte le aperture sono inscritte in una cornice rettangolare.
Internamente si segnala la presenza di affreschi del XVIII secolo, la cui traccia è visibile anche sul retro dell'edificio.

### Palazzo Contarini degli Scrigni
Di tre piani anch'esso e della stessa altezza, il palazzo seicentesco mostra un impianto del tutto diverso, con linee tipicamente rinascimentali.
La facciata sull'acqua parte col bugnato del pian terreno, forato al centro dal portale. I due piani nobili sono coperti in pietra d'Istria e simmetricamente aperti da cinque monofore a tutto sesto, tutte con balaustra sporgente e separate da coppie di lesene corinzie.
Centralmente la facciata ha una parte sopraelevata, degna di nota perché contenente una piccola serliana.
Nonostante le divergenze stilistiche, venne costruito in modo tale che internamente non si avvertisse il passaggio da un edificio all'altro, dato che i piani hanno soffitti di uguale altezza.